# Cymothoe hobartia
Cymothoe hobartia är en fjärilsart som beskrevs av Butler 1899. Cymothoe hobartia ingår i släktet Cymothoe och familjen praktfjärilar. Inga underarter finns listade i Catalogue of Life.